# Bundesratswahl 2015
Die Gesamterneuerungswahlen des Bundesrates fanden am 9. Dezember 2015 statt. Die Vereinigte Bundesversammlung (beide Kammern des neu gewählten Parlaments) wählten die Schweizer Regierung, den Bundesrat, für die Amtszeit zwischen 2016 und 2019. Die Sitze wurden einzeln in der Reihenfolge des Amtsalters der Sitzinhaber bestellt.
Auf Eveline Widmer-Schlumpf (BDP), die ihren Rücktritt auf Ende Jahr bekannt gegeben hatte, folgte Guy Parmelin (SVP). Die anderen bisherigen Bundesräte, die von ihren Fraktionen für eine neue Amtszeit nominiert worden waren, wurden bestätigt.

## Ausgangslage
- GPS (inkl. PdA): 13
- SP: 55
- GLP: 7
- CVP (inkl. EVP, CSP): 43
- BDP: 8
- FDP: 46
- SVP (inkl. Lega, MCG): 74

Grundsätzlich ausschlaggebend für die Wahl des Bundesrates 2015 waren die Resultate der Schweizer Parlamentswahlen 2015 betreffend der Sitzverteilung im National- und Ständerat resp. der Bundesversammlung. Im Vergleich zu den Bundesratswahlen 2011 verschob sich die Sitzverteilung in der Bundesversammlung zu Gunsten der Rechtsparteien.

### Konkordanz
Alle grösseren politischen Parteien der Schweiz bekennen sich zur Konkordanz, d. h. zur Vertretung der wichtigsten politischen Kräfte im Bundesrat. Wie die Konkordanz aber konkret ausgestaltet werden soll, ist umstritten. Je nach Interessenlage und politischer Einstellung wird dabei mit der inhaltlichen oder der arithmetischen Konkordanz argumentiert. Dabei ging es in früheren Wahlen vor allem um die Frage, ob die SVP einen zweiten Vertreter im Bundesrat erhalten soll und auf wessen Kosten. Mit dem Rücktritt von Eveline Widmer-Schlumpf, die ursprünglich als SVP-Vertreterin gewählt worden war, vereinfachte sich die Lage. Der Anspruch der SVP auf den freiwerdenden Sitz wurde mehrheitlich nicht bestritten.

### Ausschlussklausel der SVP
Nach der Wahl von Widmer-Schlumpf in den Bundesrat nahm die SVP Schweiz im Dezember 2008 eine «Ausschlussklausel» in ihre Parteistatuten auf. Danach wird ein nicht offiziell von der SVP-Fraktion nominierter Kandidat bei einer Wahlannahme automatisch von der SVP Schweiz ausgeschlossen. Ein Parteiausschluss ist zwar grundsätzlich Sache der Partei, führt jedoch de facto zur Situation, dass die SVP-Fraktion ihren Wunschkandidaten frei wählt und der Vereinigten Bundesversammlung nur die Rolle einer Bestätigung dieser Wahl zufällt.

## Dreierticket der SVP

### Vorauswahl durch eine Findungskommission
Die SVP-Führung setzte eine Findungskommission ein, um eine Vorauswahl der Bundesratsanwärter zu treffen. Das Gremium war eingesetzt worden, um eine Wiederholung der Affäre Zuppiger zu verhindern. Bruno Zuppiger war 2011 von der Fraktion als Bundesratskandidat nominiert worden, zog sich jedoch kurz vor der Wahl zurück, nachdem Ungereimtheiten in einem Erbschaftsfall bekannt geworden waren. Alle Kandidaten mussten der Kommission unter anderem einen Auszug aus dem Strafregister vorlegen. Es war Aufgabe der Kantonalparteien gewesen, mögliche Kandidaten zu nominieren.
Fraktionspräsident Adrian Amstutz gab am 16. November 2015 vor der Presse bekannt, die Kommission habe der Fraktion sieben Kandidaten zur Wahl vorgeschlagen. Die Fraktion beabsichtige, der Bundesversammlung ein Dreierticket vorzuschlagen. Bei den vorgeschlagenen Kandidaten handelte es sich um die Nationalräte Thomas Aeschi (ZG), Heinz Brand (GR), Guy Parmelin (VD) und Albert Rösti (BE) sowie den Walliser Staatsrat Oskar Freysinger, den Tessiner Staatsrat Norman Gobbi und den Nidwaldner Regierungsrat Res Schmid. Nicht vorgeschlagen wurden der Ständerat Hannes Germann (SH), die Nationalräte Thomas Hurter (SH) und Thomas de Courten (BL) sowie der Baselbieter Richter David Weiss. Letzterer hatte seine Kandidatur von sich aus zurückgezogen. Diese Kandidaten wären zwar wählbar, so Amstutz, stünden aber nicht «im Vordergrund».

### Wahl durch die Fraktion
Die Fraktion der SVP entschied am 20. November 2015, der Bundesversammlung ein Dreierticket mit Kandidaten aus den drei grossen Sprachregionen vorzuschlagen. Alle Kandidaten mussten sich vor der Nominationswahl schriftlich verpflichten, im Falle einer Nichtnomination eine Wahl in den Bundesrat abzulehnen. Die Fraktion wählte in der Folge Norman Gobbi, Guy Parmelin und Thomas Aeschi. Gobbi erhielt im ersten Wahlgang 72 von 74 gültigen Stimmen. Guy Parmelin wurde ebenfalls im ersten Wahlgang mit 48 von 78 gültigen Stimmen gewählt. Oskar Freysinger erhielt 29 Stimmen. Die Wahl des Deutschschweizer Kandidaten verlief über fünf Wahlgänge. Aeschi setzte sich im entscheidenden Wahlgang gegen Heinz Brand durch: Aeschi erhielt 44 und Brand 37 von 82 gültigen Stimmen. In früheren Wahlgängen waren Res Schmid, Thomas Hurter, Hannes Germann und Thomas de Courten ausgeschieden. Fraktionspräsident Amstutz betonte nach der Wahl, die Fraktion wünsche sich zwei Vertreter aus unterschiedlichen Sprachregionen im Bundesrat.

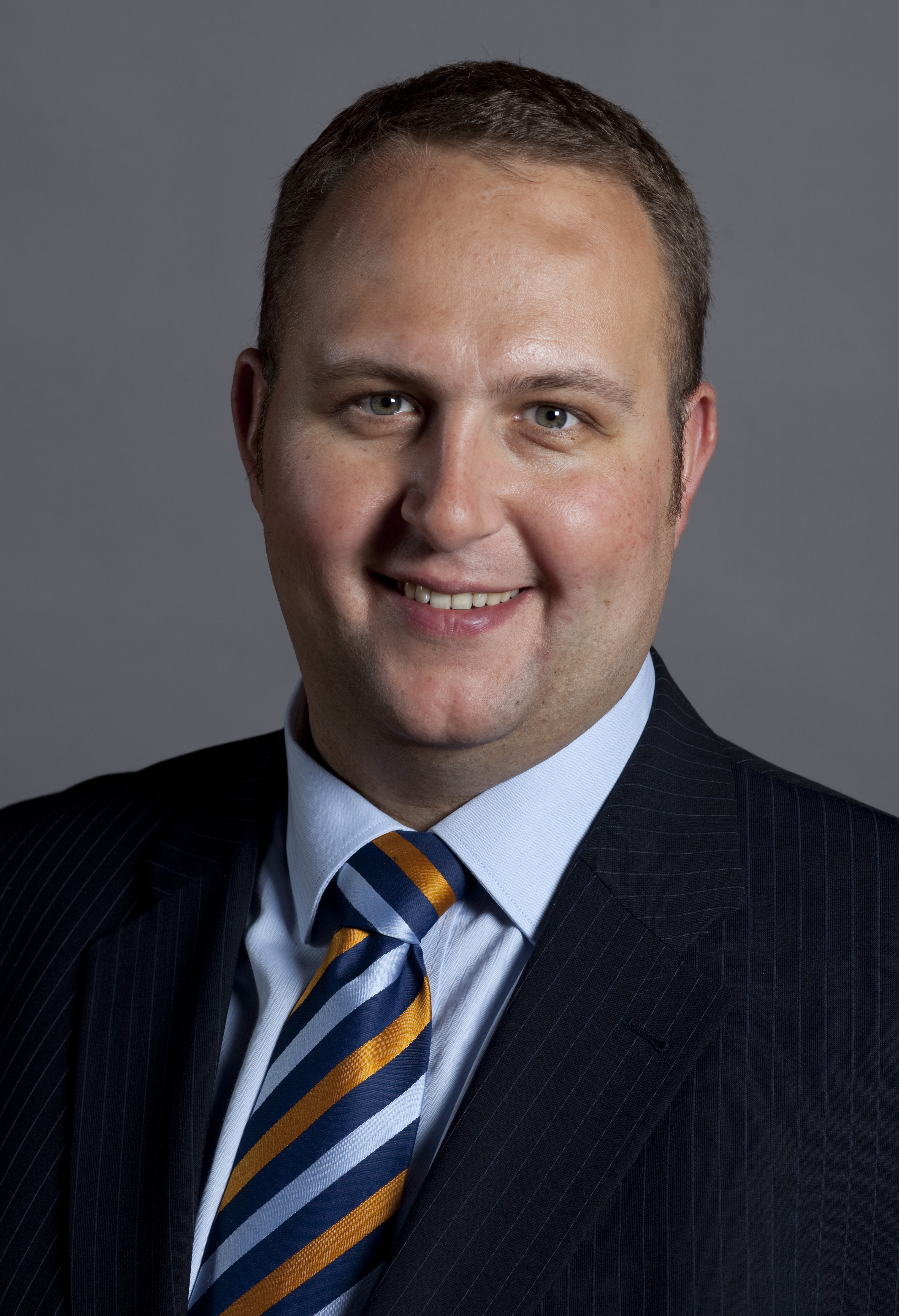
Norman Gobbi Lega/SVP (TI)
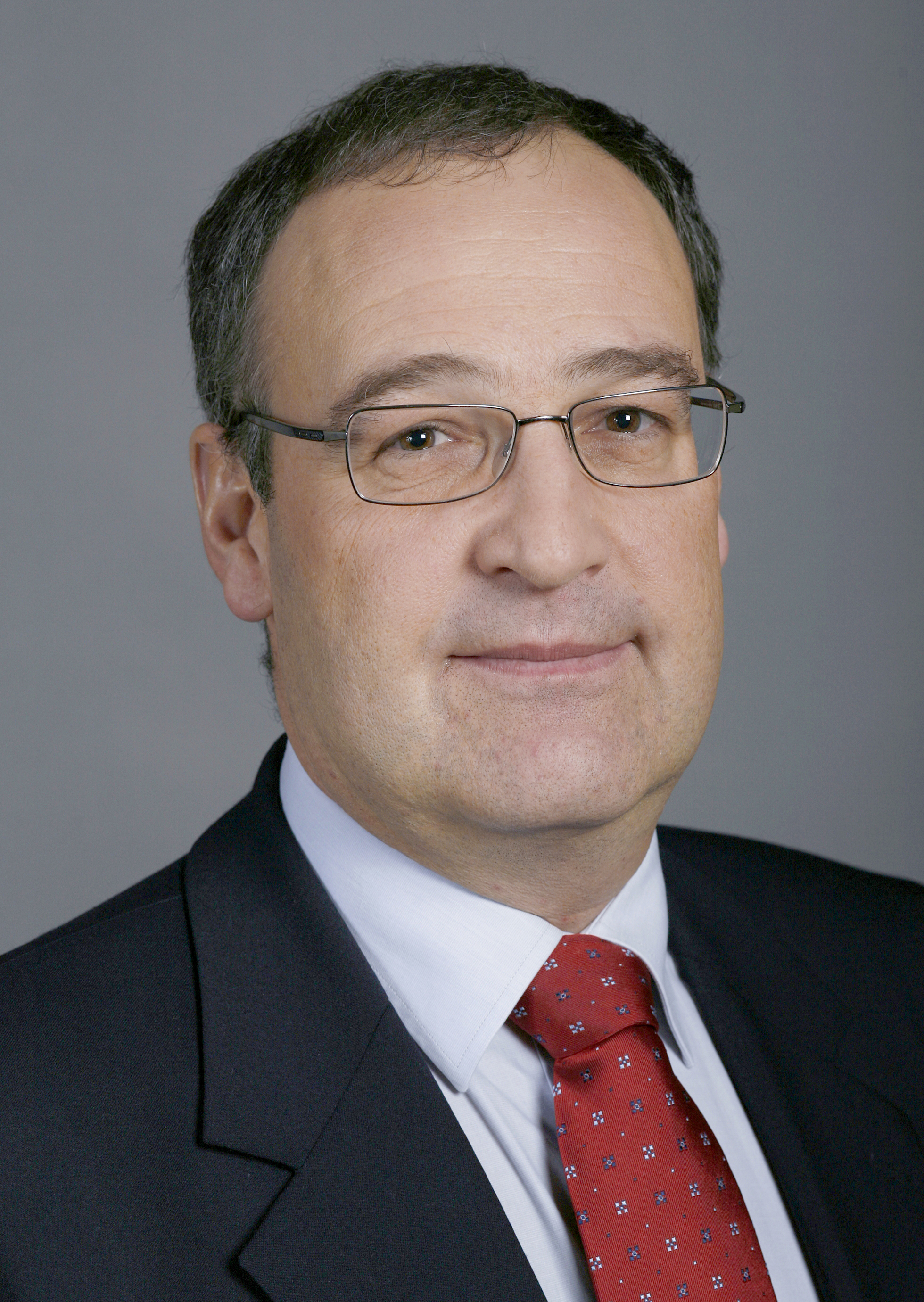
Guy Parmelin SVP (VD)
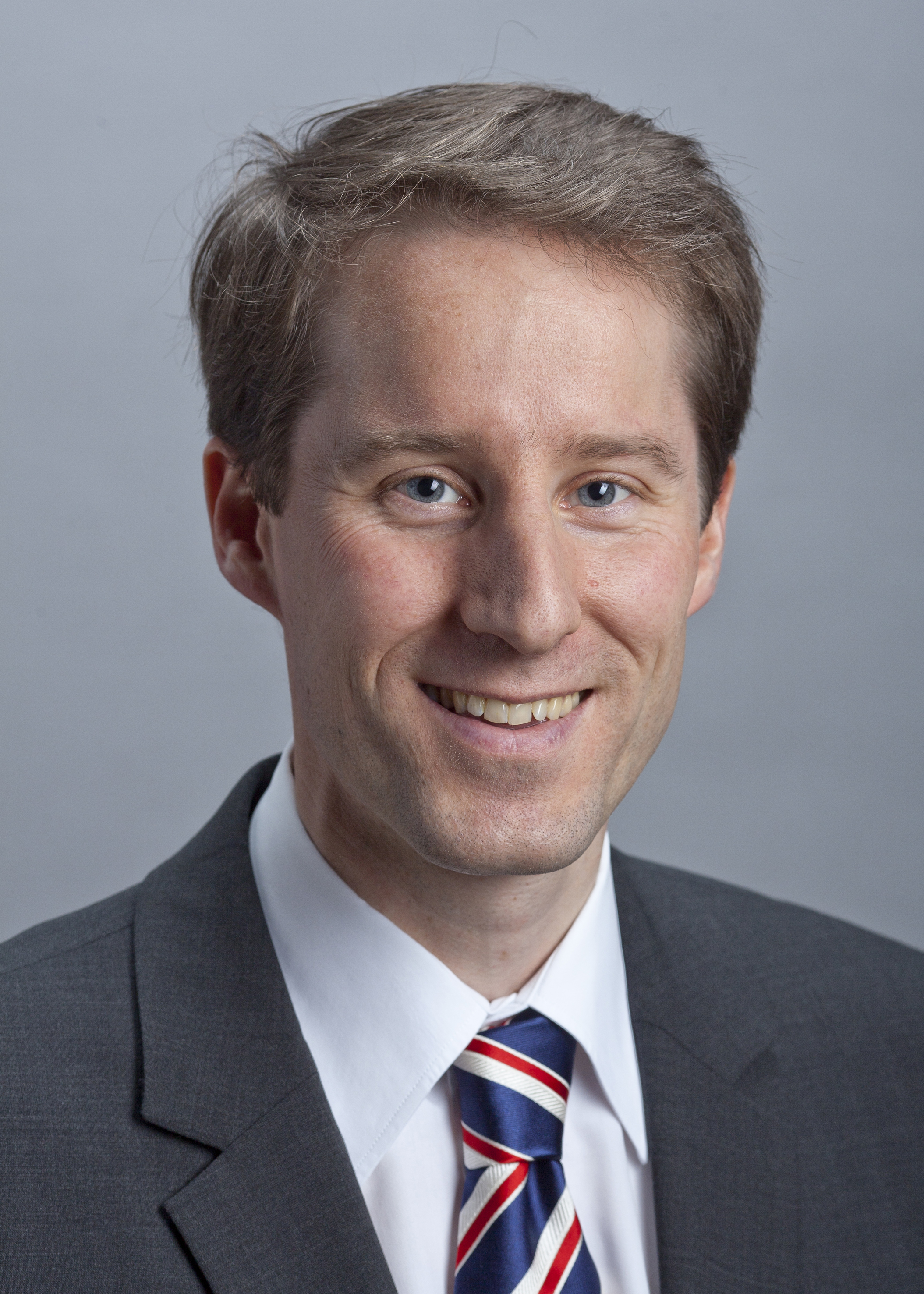
Thomas Aeschi SVP (ZG)

## Wahlen
Die Vereinigte Bundesversammlung wählte den Bundesrat in der Reihenfolge des Amtsalters. Der vakante Sitz wurde zuletzt besetzt. Der Wahlmodus sieht folgende Regeln vor. In den ersten beiden Wahlgängen können alle wählbaren Personen gewählt werden. Ab dem zweiten Wahlgang scheidet aus, wer weniger als zehn Stimmen erhält. Ab dem dritten Wahlgang sind keine neuen Kandidaturen zulässig. Zudem scheidet aus, wer am wenigsten Stimmen erhält. Gewählt ist, wer das absolute Mehr erreicht. Alle bisherigen Bundesräte wurden im 1. Wahlgang wiedergewählt.

### Erste Wahl (Sitz von Doris Leuthard, CVP)

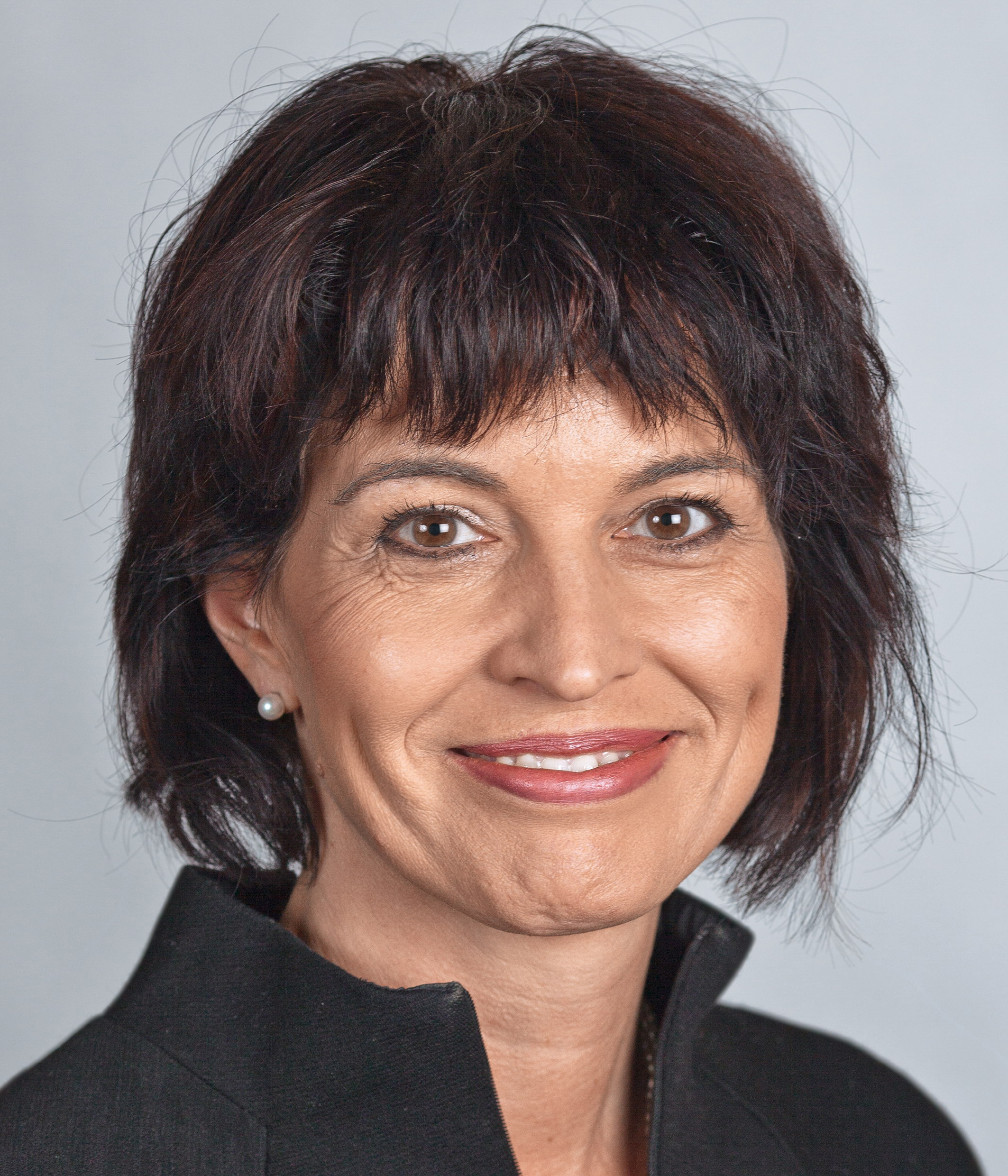
Doris Leuthard

Als Erste stellte sich die amtsälteste Bundesrätin Doris Leuthard (CVP) zur Wahl. Leuthard wurde 2006 in den Bundesrat gewählt und war seit 2010 Vorsteherin des Eidgenössischen Departementes für Umwelt, Verkehr, Energie und Kommunikation (UVEK).
|                         | 1. Wahlgang |
| ----------------------- | ----------- |
| ausgeteilte Wahlzettel  | 245         |
| eingegangene Wahlzettel | 245         |
| leer/ungültig           | 8/3         |
| gültig                  | 234         |
| absolutes Mehr          | 118         |
| Doris Leuthard          | 215         |
| Verschiedene            | 19          |

### Zweite Wahl (Sitz von Ueli Maurer, SVP)

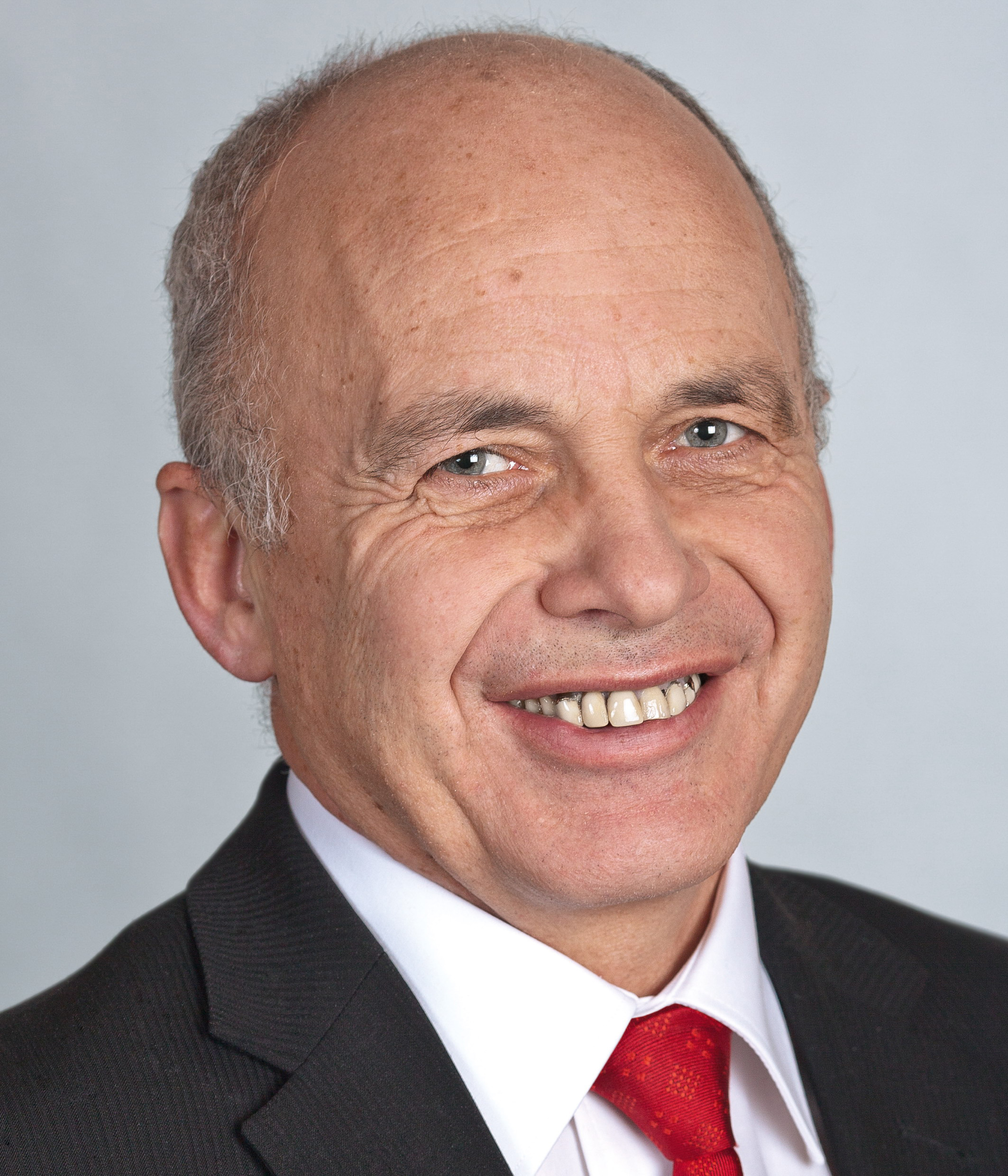
Ueli Maurer

Bundesrat Ueli Maurer (SVP) war seit seiner Wahl 2009 Vorsteher des Eidgenössischen Departementes für Verteidigung, Bevölkerungsschutz und Sport (VBS).
|                         | 1. Wahlgang |
| ----------------------- | ----------- |
| ausgeteilte Wahlzettel  | 245         |
| eingegangene Wahlzettel | 245         |
| leer/ungültig           | 32/3        |
| gültig                  | 210         |
| absolutes Mehr          | 106         |
| Ueli Maurer             | 173         |
| Thomas Hurter           | 10          |
| Verschiedene            | 27          |

### Dritte Wahl (Sitz von Didier Burkhalter, FDP)

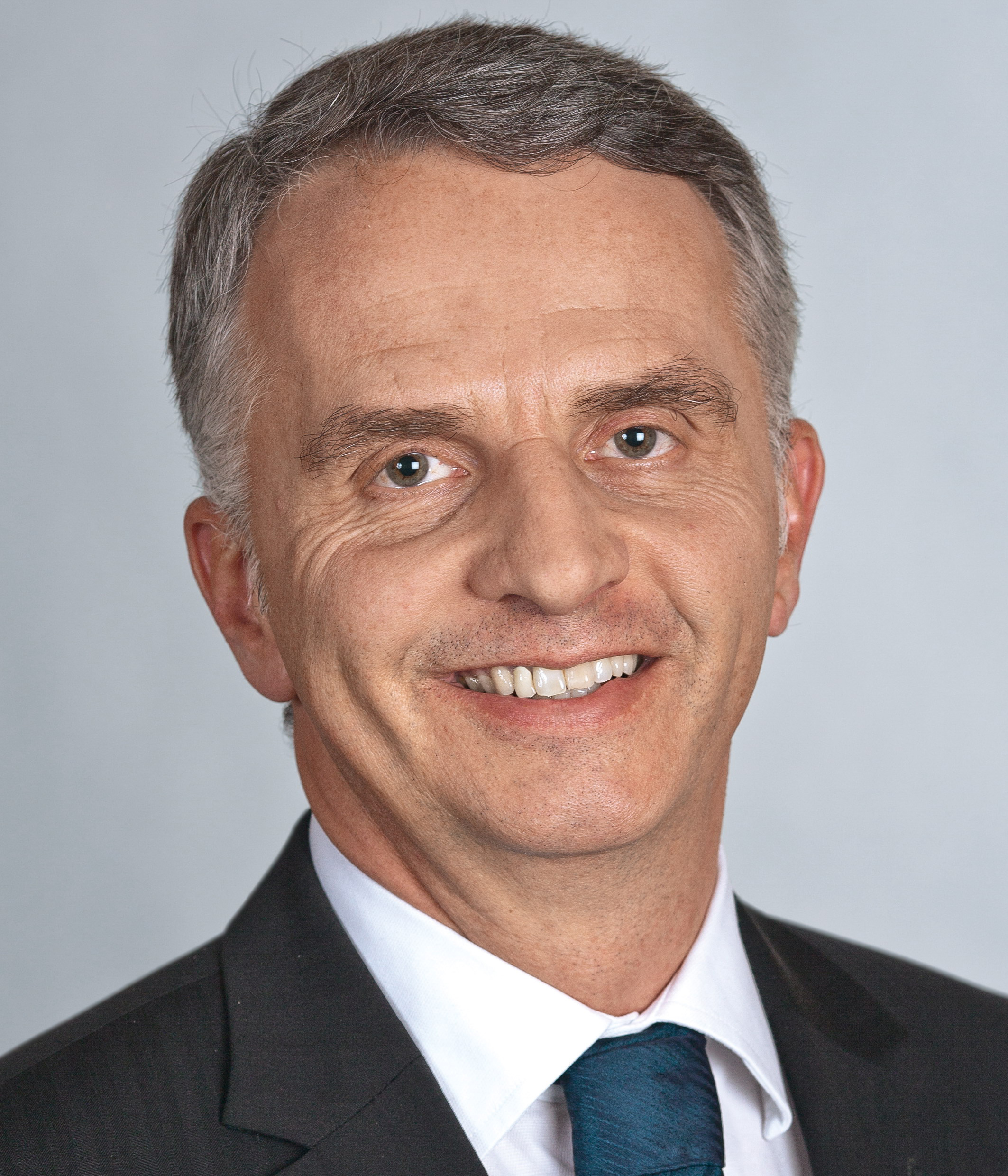
Didier Burkhalter

Bundesrat Didier Burkhalter (FDP) wurde 2009 gewählt und war seit 2013 Vorsteher des Eidgenössischen Departementes für auswärtige Angelegenheiten (EDA).
|                         | 1. Wahlgang |
| ----------------------- | ----------- |
| ausgeteilte Wahlzettel  | 244         |
| eingegangene Wahlzettel | 244         |
| leer/ungültig           | 13/0        |
| gültig                  | 231         |
| absolutes Mehr          | 116         |
| Didier Burkhalter       | 217         |
| Verschiedene            | 14          |

### Vierte Wahl (Sitz von Simonetta Sommaruga, SP)

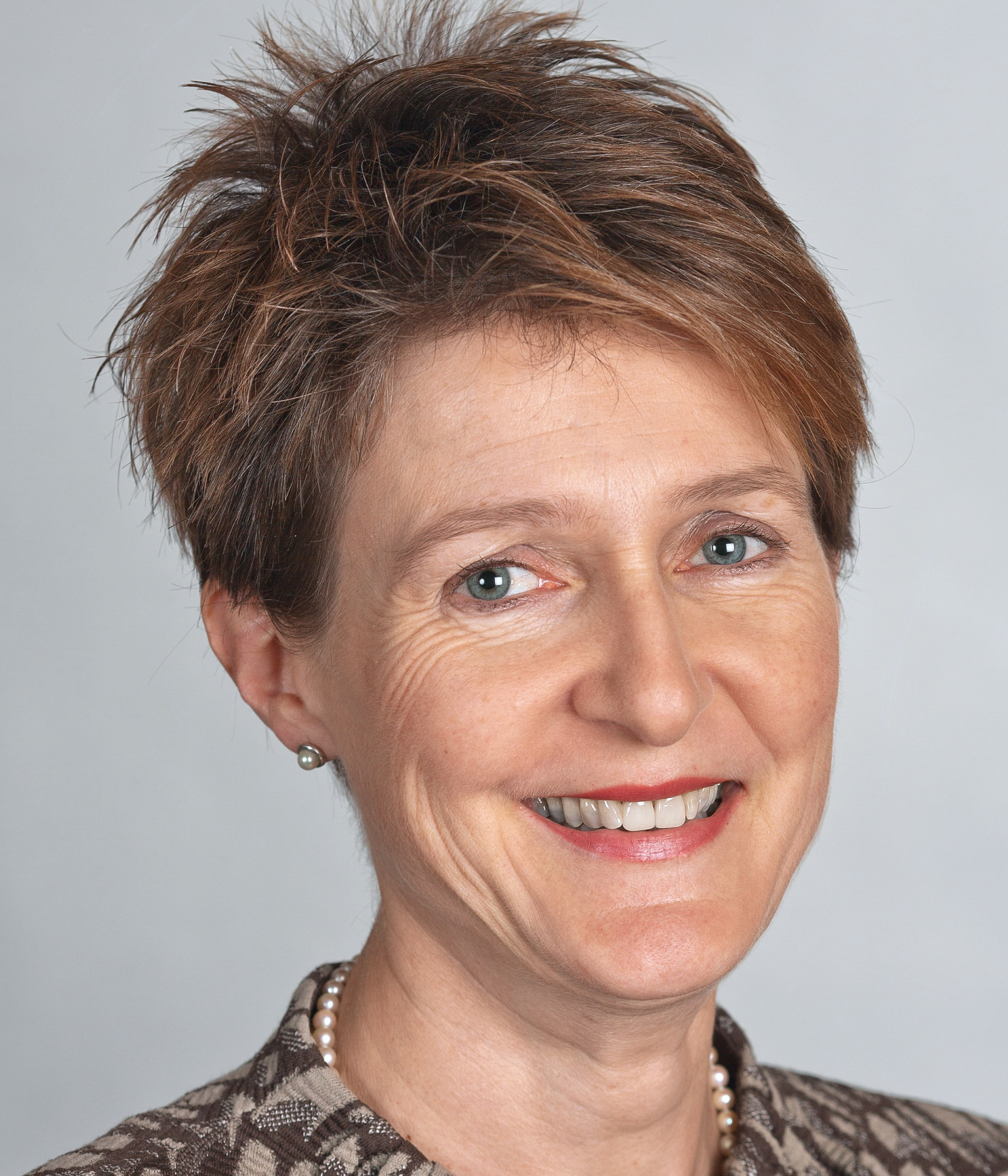
Simonetta Sommaruga

Bundesrätin Simonetta Sommaruga (SP) war seit ihrer Wahl 2010 Vorsteherin des Eidgenössischen Justiz- und Polizeidepartementes (EJPD).
|                         | 1. Wahlgang |
| ----------------------- | ----------- |
| ausgeteilte Wahlzettel  | 245         |
| eingegangene Wahlzettel | 245         |
| leer/ungültig           | 19/5        |
| gültig                  | 221         |
| absolutes Mehr          | 111         |
| Simonetta Sommaruga     | 182         |
| Daniel Jositsch         | 11          |
| Verschiedene            | 28          |

### Fünfte Wahl (Sitz von Johann Schneider-Ammann, FDP)

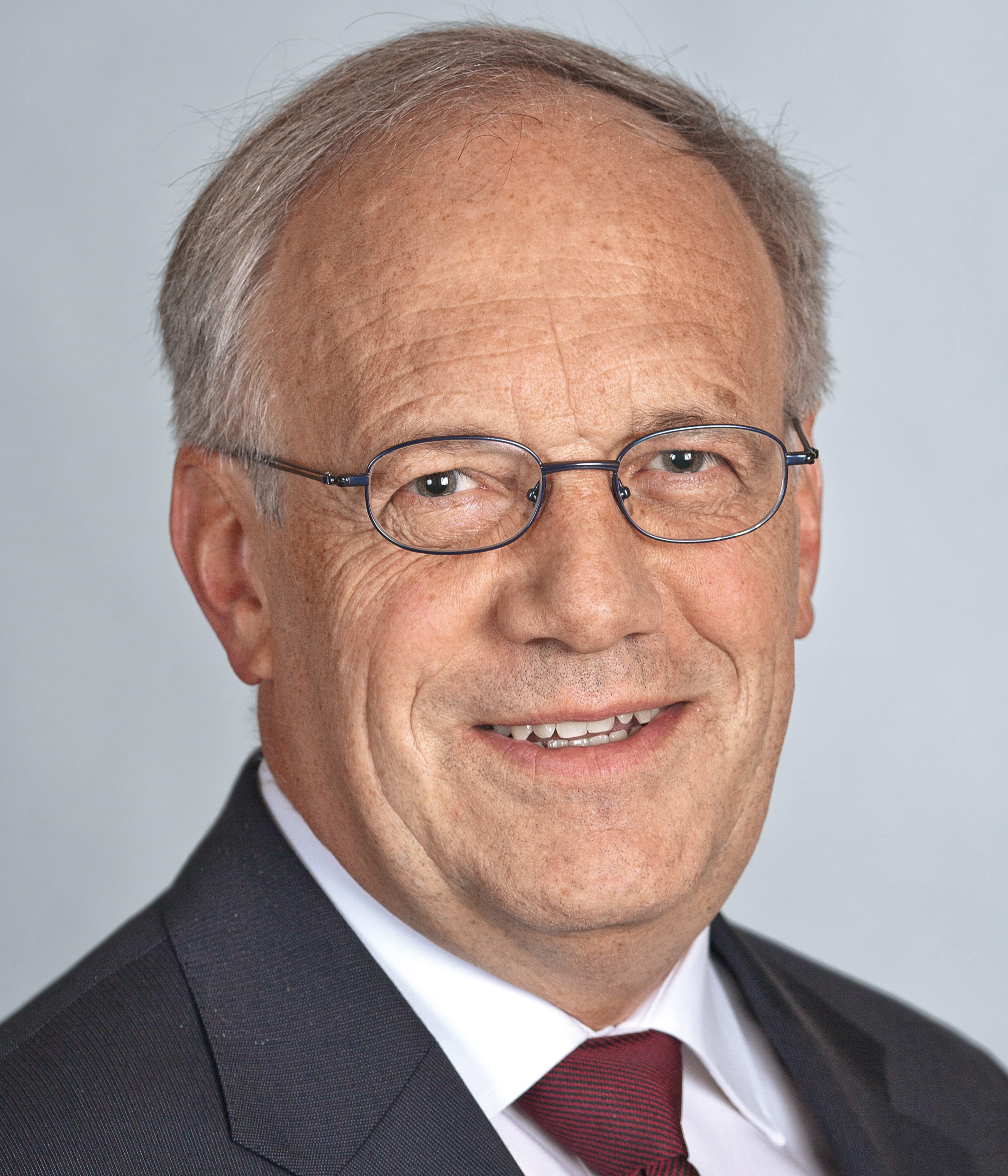
Johann Schneider-Ammann

Bundesrat Johann Schneider-Ammann (FDP) war seit seiner Wahl 2010 Vorsteher des Eidgenössischen Volkswirtschaftsdepartementes (EVD).
|                         | 1. Wahlgang |
| ----------------------- | ----------- |
| ausgeteilte Wahlzettel  | 244         |
| eingegangene Wahlzettel | 244         |
| leer/ungültig           | 23/2        |
| gültig                  | 219         |
| absolutes Mehr          | 110         |
| Johann Schneider-Ammann | 191         |
| Verschiedene            | 28          |

### Sechste Wahl (Sitz von Alain Berset, SP)

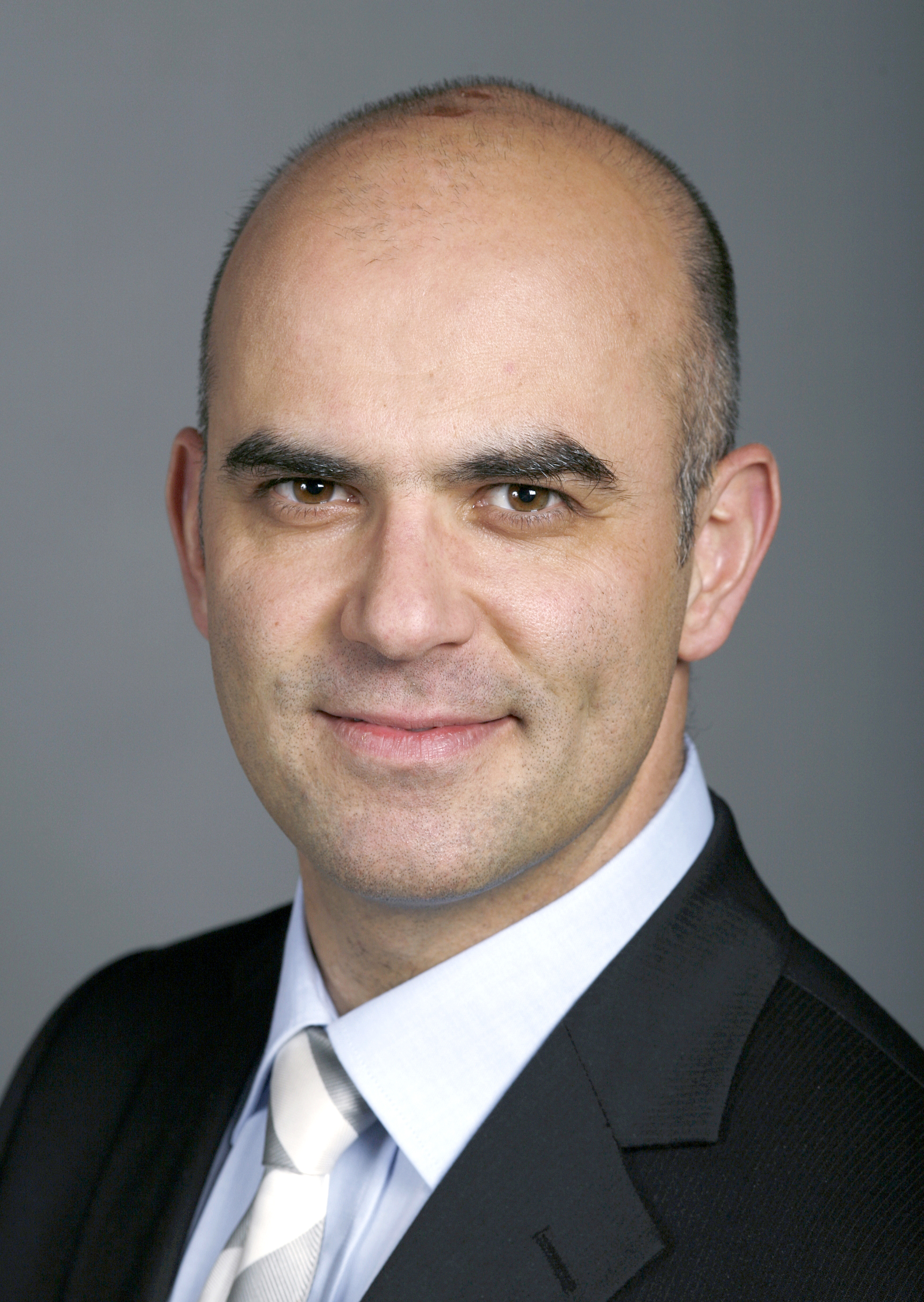
Alain Berset

Bundesrat Alain Berset (SP) war seit seiner Wahl 2011 Vorsteher des Eidgenössischen Departementes des Innern (EDI).
|                         | 1. Wahlgang |
| ----------------------- | ----------- |
| ausgeteilte Wahlzettel  | 244         |
| eingegangene Wahlzettel | 243         |
| leer/ungültig           | 8/2         |
| gültig                  | 233         |
| absolutes Mehr          | 117         |
| Alain Berset            | 210         |
| Verschiedene            | 23          |

### Siebte Wahl (Ersatzwahl von Eveline Widmer-Schlumpf, BDP)

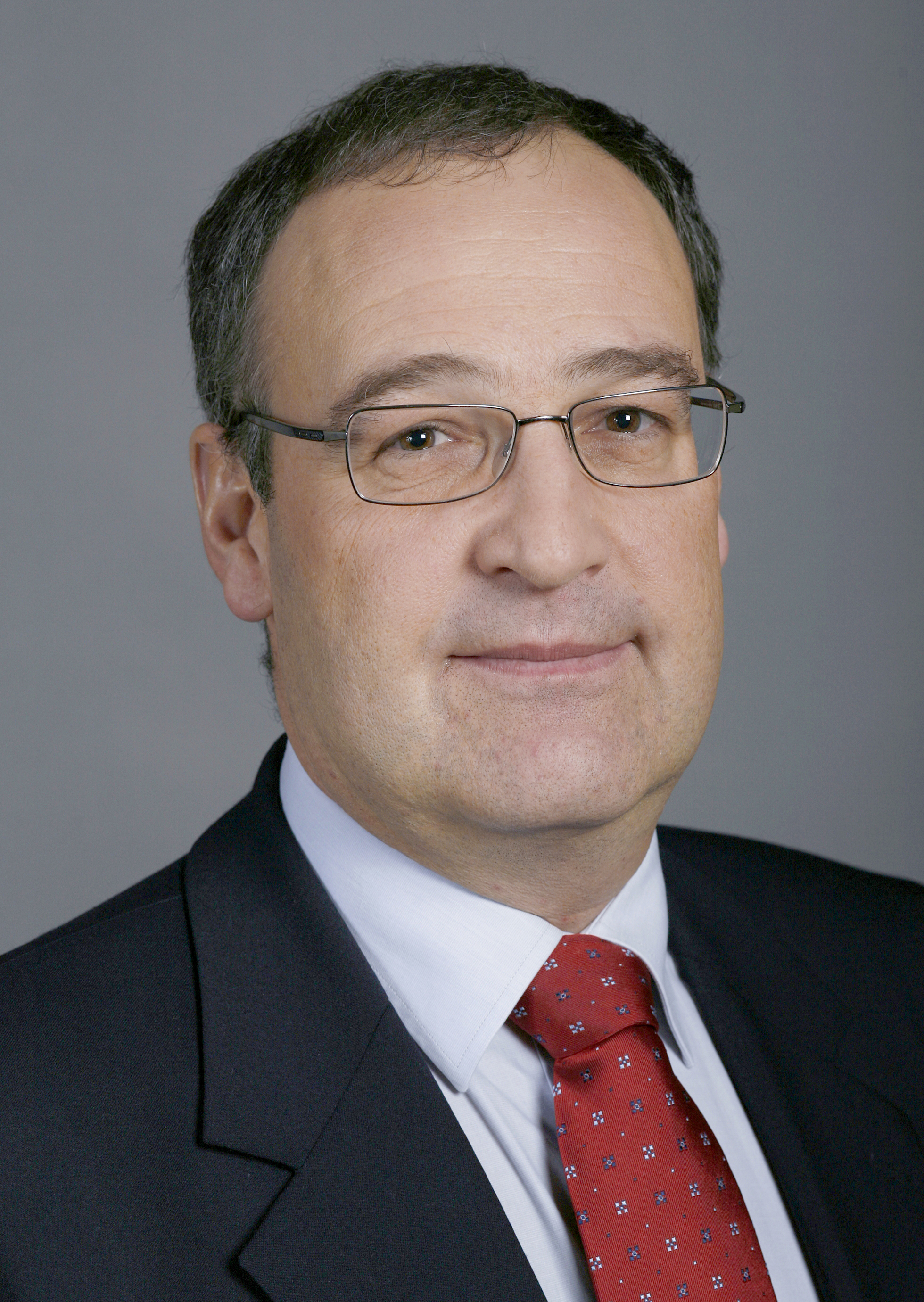
Guy Parmelin

|                         | 1. Wahlgang | 2. Wahlgang | 3. Wahlgang |
| ----------------------- | ----------- | ----------- | ----------- |
| ausgeteilte Wahlzettel  | 245         | 244         | 243         |
| eingegangene Wahlzettel | 245         | 244         | 243         |
| leer/ungültig           | 2/0         | 5/0         | 6/0         |
| gültig                  | 243         | 239         | 237         |
| absolutes Mehr          | 122         | 120         | 119         |
| Guy Parmelin            | 90          | 117         | 138         |
| Thomas Aeschi           | 61          | 78          | 88          |
| Norman Gobbi            | 50          | 30          | 11          |
| Thomas Hurter           | 22          |             |             |
| Viola Amherd            | 16          |             |             |
| Verschiedene            | 4           | 14          |             |

### Wahl des Bundeskanzlers
Bundeskanzlerin Corina Casanova (CVP) trat zurück, was eine Neubesetzung notwendig machte. Einziger vorgeschlagener Kandidat war Walter Thurnherr (CVP). Er wurde im ersten Wahlgang mit 230 Stimmen gewählt. Es gingen 243 Wahlzettel ein, wovon sieben leer und zwei ungültig waren; das absolute Mehr betrug 118. Es war überdies die erste Wahl eines Bundeskanzlers ohne Kampfwahl seit 90 Jahren.